# 1330-1339
De jaren 1330-1339 (van de christelijke jaartelling) zijn een decennium in de 14e eeuw.

## Belangrijke gebeurtenissen

### Honderdjarige Oorlog

#### Aanloop
- 1333 : Slag bij Halidon Hill. De Schotten lijden een verpletterende nederlaag tegen de Engelsen. Edward Balliol wordt uitgeroepen tot nieuwe koning.
- 1334 : De tienjarige David II van Schotland vlucht naar Frankrijk, waar hij gastvrij wordt ontvangen in het Kasteel Gaillard.
- 1336 : Eduard III van Engeland verbiedt de export van wol naar Vlaanderen.

#### Oorlog
- 1337 : Op 24 mei confisqueert koning Filips VI van Frankrijk het hertogdom Guyenne, Eduard III eist de Franse kroon, via zijn moeder Isabella van Frankrijk (koningin).
- 1337 : Jacob van Artevelde, gildeleider, kiest partij voor de Engelsen, de Vlaamse graaf Lodewijk II van Nevers, blijft trouw aan de Franse koning.
- 1337 : Slag bij Cadzand. De zeeslag is een overwinning voor de Engelsen.
- 1338 : Slag bij Arnemuiden. De zeeslag is een overwinning voor de Fransen.

### Azië
- 1335 : Het Il-kanaat valt uiteen in verschillende staatjes. De belangrijkste van die dynastieën is die van de Jalayiriden.
- 1335 : George V van Georgië kan het Koninkrijk Georgië terug herenigen.
- 1336 : In Zuid-India wordt het hindoe-koninkrijk Vijayanagara gesticht.
- 1336 : In Japan breekt de Muromachiperiode aan, ook het Ashikaga-shogunaat genoemd. De oude keizer Go-Daigo vlucht naar Zuid-Japan en sticht zijn eigen rijk. De periode van de twee hoven wordt de Nanboku-cho-periode genoemd.

### Lage landen
- Bergen op Zoom wordt van 1330 tot 1335 ommuurd.

<< · 1330 · 1331 · 1332 · 1333 · 1334 · 1335 · 1336 · 1337 · 1338 · 1339 · >>
<< · 1300-1309 · 1310-1319 · 1320-1329 · 1330-1339 · 1340-1349 · 1350-1359 · 1360-1369 · 1370-1379 · 1380-1389 · 1390-1399 · >>